# Eendrachtbode
De Eendrachtbode is een nieuwsblad dat uitkomt in de Nederlandse gemeente Tholen. De wekelijks verschijnende abonnementenkrant is opgericht in 1944 door Gabriël Heijboer. Het is een familiebedrijf en een zelfstandige uitgeverij.

## Geschiedenis
Toen Tholen op 30 oktober 1944 bevrijd was van de Duitse bezetting, vroeg het Nederlands gezag aan Gabriël Heijboer om de informatievoorziening aan de inwoners te verzorgen. De eerste editie van het 'Mededeelingenblad voor het eiland Tholen' verscheen op 17 november van dat jaar. Vanaf mei 1945 heette het blad de Eendrachtbode, genoemd naar het voormalige water de Eendracht. Heijboer nam toen tevens de Thoolse Courant over.
Diverse artikelen en foto's in de krant zijn met prijzen beloond door branchevereniging de Nederlandse Nieuwsbladpers (NNP). In 1991 werd de Prijs voor de nieuwsbladjournalistiek uitgereikt aan de drie redacteuren vanwege hun verslag over het bezoek van de echtgenote van Frederik Willem de Klerk aan Tholen.